# Makár János (katonatiszt)

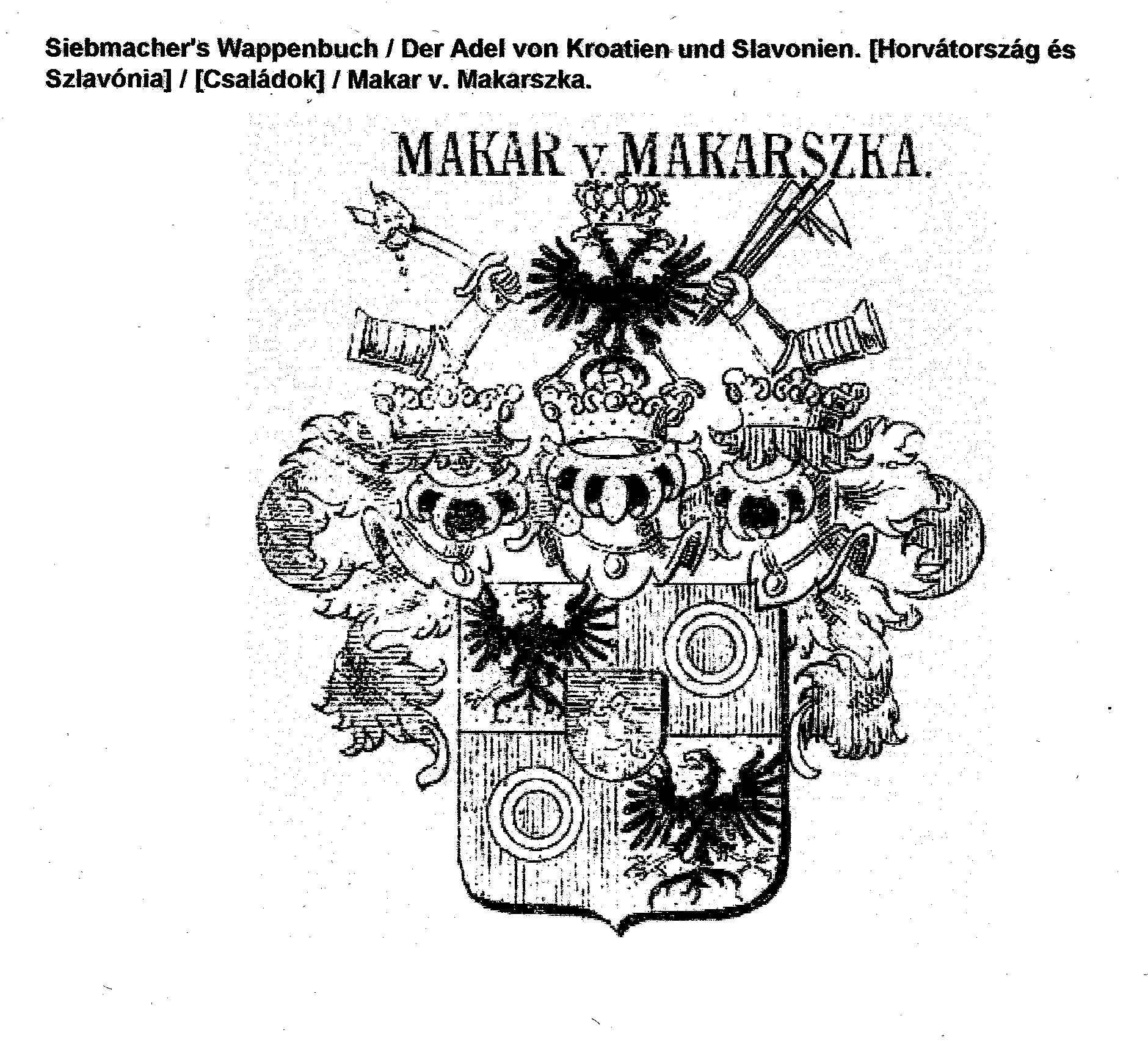
A Makár család címere

Báró Makár János (1640  – 1710) magyar katonatiszt, iskolaalapító.
A törökök kiűzéséért folytatott háborúban múlhatatlan érdemeket szerzett. Lajos Vilmos badeni őrgróf hadseregében szolgált a lovasság ezredeseként. Legjelentősebb haditette Dél-Magyarország kulcsa, Pécs felszabadítása volt 1686-ban. Horvát lovashadteste élén betört a városba, és rövid ostrom után a várost, később pedig a várat is visszafoglalta. Ezért a jelentős harci cselekményért 1687. április 24-én I. Lipót német-római császár és magyar király bárói rangra emelte. 1687-ben a királytól megkapta a Kuzmineci uradalmat a hozzá tartozó kilenc faluval, és kinevezte Kapronca kapitányának. Pécs városától is jelentős földbirtokot kapott (40 telket, malmot, valamint egy szőlőhegyet, amit később róla neveztek el Makár-hegynek). Az 1700-as évek elején Pécsett az egyik házát felajánlotta az első magyarországi horvát nyelvű iskola céljaira, amit ma is emléktábla hirdet.